# Корж, Василий Захарович
Васи́лий Заха́рович Корж (1 января (13 января) 1899 — 5 мая 1967) — командир партизанского отряда, генерал-майор. После войны — председатель колхоза. Герой Советского Союза (15.08.1944).

## Биография
Родился в деревне Хоростово Ленинской волости Мозырского уезда Минской губернии (ныне — агрогородок в Солигорском районе Белоруссии). Белорус.
В 1921 году в составе партизанского отряда Кирилла Орловского принимал участие в боях на территории Западной Белоруссии с белогвардейскими антисоветскими отрядами генерала Булак-Балаховича и лидера эсеров Бориса Савинкова.
В 1931—1936 годах — в органах ГПУ — НКВД БССР. В 1931 году после окончания спецкурсов ОГПУ Корж стал руководителем партизанского направления. В целях конспирации он считался инструктором Осоавиахима, но в его ведении находились 6 пограничных районов.

Из автобиографии Коржа: «…С мая 1926 года по ноябрь 1929-го, будучи на должности председателя колхоза, я одновременно состоял на спецучете и вёл большую специальную подготовительную работу, каждый год проходил военную спецподготовку… С 15 мая 1931 года меня отозвали на постоянную работу в НКВД по специальной работе».

С ноября 1936-го по декабрь 1937-го по линии НКВД воевал в Испании против франкистов, был командиром партизанского отряда. За проявленное мужество был награждён орденами Красного Знамени и Красной Звезды.
В 1938 году был арестован по обвинению в шпионаже в пользу Польши. Больше месяца провёл в Минской тюрьме НКВД, но признания в шпионаже не подписал.
Великая Отечественная война застала Василия Коржа в Пинске, где он работал в обкоме партии.
Во время войны создал на Пинщине партизанский отряд под псевдонимом Комаров. 28 июня 1941 года партизанами отряда Комарова была устроена засада на лёгкие танки, движущиеся по дороге Пинск — Логишин. Метким броском гранат была подбита головная машина. Этот бой партизан-«комаровцев» (в котором они не потеряли ни одного бойца) считается самым первым в истории партизанского движения СССР.
Зимой 1942 года партизаны под командованием Коржа совершили санный рейд по тылам немцев, разгромив при этом десятки гитлеровских гарнизонов. Партизаны Коржа провели в тылу врага целых 1119 дней. Под его руководством партизаны уничтожили более 26 тысяч фашистов, разгромили 60 немецких гарнизонов, 5 железнодорожных станций, пустили под откос 468 эшелонов с живой силой и военной техникой врага, разрушили 519 км телефонно-телеграфных линий.
Постановлением Совета Народных Комиссаров СССР от 16 сентября 1943 года № 1000 В. З. Коржу было присвоено воинское звание «генерал-майор».
Его младшая дочь, Зинаида, также воевала. Награждена орденами и медалями. Председатель Общества женщин-участниц Великой Отечественной войны.
В 1946 году окончил Военную академию Генерального штаба и в том же году был уволен в запас. В 1949—1953 годах работал заместителем министра лесного хозяйства Белорусской ССР, а затем до самой смерти (с перерывам в 1961—1962 годах) — председателем колхоза «Партизанский край» в деревне Хоростово Солигорского района Минской области (ныне сельскохозяйственное предприятие ОАО имени В. З. Коржа).
После войны В. З. Корж мечтал издать книгу своих воспоминаний, в которых, будучи правдолюбом, дал нелицеприятные характеристики некоторых руководителей республики, из-за чего цензоры вычёркивали целые страницы. При его жизни эти мемуары так и не увидели свет. Его дочь Зинаида передала летом 2008 года эти мемуары в Национальный исторический архив Беларуси.
До конца жизни дружил с маршалом Жуковым, с которым познакомился ещё в Слуцке, где Жуков служил до войны. Они вместе ездили охотиться на уток в глухие болота, и Жуков часто оставался ночевать у его родителей после охоты. Корж не раз приезжал после войны в Москву, в гости к уже опальному Жукову.

Могила Коржа на Восточном кладбище Минска. Рядом похоронена жена Екатерина Спиридоновна и дочь Антонина

## Интересные факты
- По утверждению музыкального исполнителя Макса Коржа, Василий Захарович Корж является его двоюродным прадедом[6][7].

## Награды и звания
- Медаль «Золотая Звезда» Героя Советского Союза (15.08.1944[8])
- Орден Ленина (15.08.1944[8], 1958)
- Орден Красного Знамени (03.01.1937, 01.09.1942[9])
- Орден Отечественной войны I степени (1.01.1944[10])
- Орден Красной Звезды (02.11.1937)
- Медали

## Память
- Именем В. З. Коржа названы улицы в Минске, Пинске, Солигорске, Давид-Городке, Лунинце, Слониме.
- На студии «Беларусьфильм» о Василии Захаровиче снят двухсерийный фильм «Третьего не дано».
- В агрогородке Хоростово Солигорского района Минской области Республики Беларусь расположен памятник В. З. Коржу (установлен в 1975 году в сквере, архитектор — Юрий Казаков)[11] и Музей партизанского края имени В. З. Коржа.
- 28 июня 2023 года в деревне Ставок Пинского района Брестской области открыт памятник В. Коржу[12].
- В 2024 году — мероприятия, посвящённые 125-летию со дня рождения Героя Советского Союза В. З. Коржа[13][14][15].